# Pontederia cordata
Pontederia cordata е вид едносемеделно водно растение от семейство Pontederiaceae. Видът е незастрашен от изчезване.

## Разпространение
Pontederia cordata е разпространен в различни влажни зони на американския континент, в източната част на Канада на юг до Аржентина.